# R30: 30th Anniversary World Tour
R30: 30th Anniversary World Tour – album koncertowy kanadyjskiego zespołu progresywnego Rush, wydany 22 listopada 2005 roku także na DVD oraz Blu-ray, dokumentujący trasę koncertową R30: 30th Anniversary Tour, celebrującą 30-lecie zespołu. Wersja Blu-Ray wydana została 8 grudnia 2009 roku. 

## Lista utworów

### DVD Dysk 1
1. "R30 Overture" - ("Finding My Way"/"Anthem"/"Bastille Day"/"A Passage to Bangkok"/"Cygnus X-1 Book I: The Voyage, Book II: Hemispheres")
2. "The Spirit of Radio"
3. "Force Ten"
4. "Animate"
5. "Subdivisions"
6. "Earthshine"
7. "Red Barchetta"
8. "Roll the Bones"
9. "The Seeker"
10. "Tom Sawyer"
11. "Dreamline"
12. "Between the Wheels"
13. "Mystic Rhythms"
14. "Der Trommler"
15. "Resist"
16. "Heart Full of Soul"
17. "2112" (Overture, Temples of Syrinx i Grand Finale)
18. "Xanadu"
19. "Working Man"
20. "Summertime Blues"
21. "Crossroads"
22. "Limelight"

Czas trwania: 2 godziny 10 minut

### DVD Dysk 2
1. 1979: Wywiad z Geddym Lee na stadionie Ivor Wynne
2. 1981: Wywiad w studiu nagraniowym w Quebecu ze wszystkimi członkami zespołu
3. 1990: Wywiad ze wszystkimi członkami zespołu
4. 1994: Reportaż CBC z okazji dołączenia Rush do kanadyjskiej Music Hall of Fame
5. 2002: Wywiad z Geddym Lee i Alexem Lifesonem z okazji wydania albumu Vapor Trails

oraz archiwalne nagrania z koncertów:
1. "Fly by Night"
2. "Finding My Way"
3. "In the Mood"
4. "Circumstances"
5. "La Villa Strangiato"
6. "A Farewell to Kings"
7. "Xanadu"
8. "The Spirit of Radio"
9. "Freewill"
10. "Closer to the Heart"
11. Hity Rush (Easter egg)
12. Wywiad z Alexem Lifesonem (Easter egg)

Czas trwania: 2 godiny 8 minut

### CD Dysk 1
1. "R30 Overture" - ("Finding My Way"/"Anthem"/"Bastille Day"/"A Passage to Bangkok"/"Cygnus X-1 Book I: The Voyage, Book II: Hemispheres") –6:42
2. "The Spirit of Radio" – 5:05
3. "Force Ten" – 4:49
4. "Animate" – 5:49
5. "Subdivisions" – 6:09
6. "Earthshine" – 5:41
7. "Red Barchetta" – 6:49
8. "Roll the Bones" – 6:22
9. "The Seeker" – 3:27
10. "Tom Sawyer" – 5:00
11. "Dreamline" - 5:20

Czas trwania: 61:19

### CD Dysk 2
1. "Between the Wheels" – 6:17
2. "Mystic Rhythms" – 5:22
3. "Der Trommler" – 9:01
4. "Resist" – 4:33
5. "Heart Full of Soul" – 2:44
6. "2112" ("Overture"/"Temples of Syrinx"/"Grand Finale")/"Xanadu"/"Working Man" - 21:19
7. "Summertime Blues" – 3:41
8. "Crossroads" – 3:13
9. "Limelight" – 4:57

Czas trwania: 61:13

### Blu-Ray Disc
1. "R30 Overture" - ("Finding My Way"/"Anthem"/"Bastille Day"/"A Passage to Bangkok"/"Cygnus X-1 Book I: The Voyage, Book II: Hemispheres")
2. "The Spirit of Radio"
3. "Force Ten"
4. "Animate"
5. "Subdivisions"
6. "Earthshine"
7. "Red Barchetta"
8. "Roll the Bones"
9. "Bravado"
10. "YYZ"
11. "The Trees"
12. "The Seeker"
13. "One Little Victory"
14. "Tom Sawyer"
15. "Dreamline"
16. "Secret Touch"
17. "Between the Wheels"
18. "Mystic Rhythms"
19. "Red Sector A"
20. "Der Trommler"
21. "Resist"
22. "Heart Full of Soul"
23. "2112" ("Overture"/"Temples of Syrinx"/"Grand Finale")
24. "La Villa Strangiato"
25. "By-Tor and the Snow Dog"
26. "Xanadu"
27. "Working Man"
28. "Summertime Blues"
29. "Crossroads"
30. "Limelight"

## Twórcy
- Geddy Lee - gitara basowa, gitara rytmiczna, syntezatory, śpiew
- Alex Lifeson - gitara elektryczna, gitara akustyczna,
- Neil Peart - perkusja